# Горевалов, Анатолий Александрович
Анатолий Александрович Горевалов (род. 1 мая 1930) — советский хоккеист, нападающий. Тренер.

## Биография
Житель блокадного Ленинграда. В сезонах 1954/55 — 1958/59 играл в чемпионате СССР за «Авангард» / «Кировец». Выступал в классе «Б» за ЛПИ (1958/59) и в первенстве РСФСР за «Бумкомбинат» (1960/61).
В феврале 1959 года за пьяный дебош дисквалифицирован Ленинградской городской дисциплинарной комиссией на год.
Бронзовый призёр хоккейного турнира зимней Спартакиады народов СССР 1962 года в составе сборной Ленинграда.
Работал тренером в колпинском «Ижорце».